# Laura Ingraham
Laura Anne Ingraham (Glastonbury, 19 de junho de 1963) é uma jornalista estadunidense. Ela foi apresentadora do programa The Laura Ingraham Show por quase duas décadas, é a editora-chefe da LifeZette e atualmente apresenta o The Ingraham Angle no Fox News Channel.

## Carreira
Ingraham trabalhou para MSNBC em 1996. No final dos anos 1990, tornou-se comentarista da CBS. Em 2008, a Fox News deu a ela um programa intitulado Just In. Em outubro de 2017, ela se tornou a apresentadora do The Ingraham Angle.
Ela também editora-chefe do LifeZette, um site americano conservador, fundado em 2015 por Ingraham e pelo empresário Peter Anthony. Em janeiro de 2018, Ingraham confirmou que havia vendido a participação majoritária na LifeZette ao The Katz Group, de propriedade do bilionário canadense Daryl Katz.

## Opiniões e controvérsias políticas
Em 2017, Ingraham foi descrita pelo New York Times como um "nacionalista ardente". Ela é conhecida por seu forte apoio a Donald Trump. Ela é uma crítica feroz da reforma da imigração, e em 2014 Ingraham disse que permitir que mais trabalhadores imigrantes viessem aos Estados Unidos seria "obsceno para a experiência americana". Ela se opôs ao plano abrangente de reforma da imigração bipartidária do Senado dos EUA em 2013 .

## Vida pessoal
Ingraham namorou Keith Olbermann, o ex-senador democrata Robert Torricelli, o comentarista político Dinesh D'Souza, e o advogado George T. Conway. Em abril de 2005, ela anunciou que estava noiva do empresário James V. Reyes e que havia sido submetida a um tratamento contra o câncer de mama. Em maio de 2005, ela anunciou que havia terminado o seu noivado.
Ela frequentou a igreja batista até os doze anos de idade, convertendo-se posteriormente ao catolicismo romano. Ingraham  é mãe solteira de três filhos: uma menina da Guatemala adotada em 2008; um garoto da Rússia adotado em 2009; e um menino adotado em 2011.